# Cowra

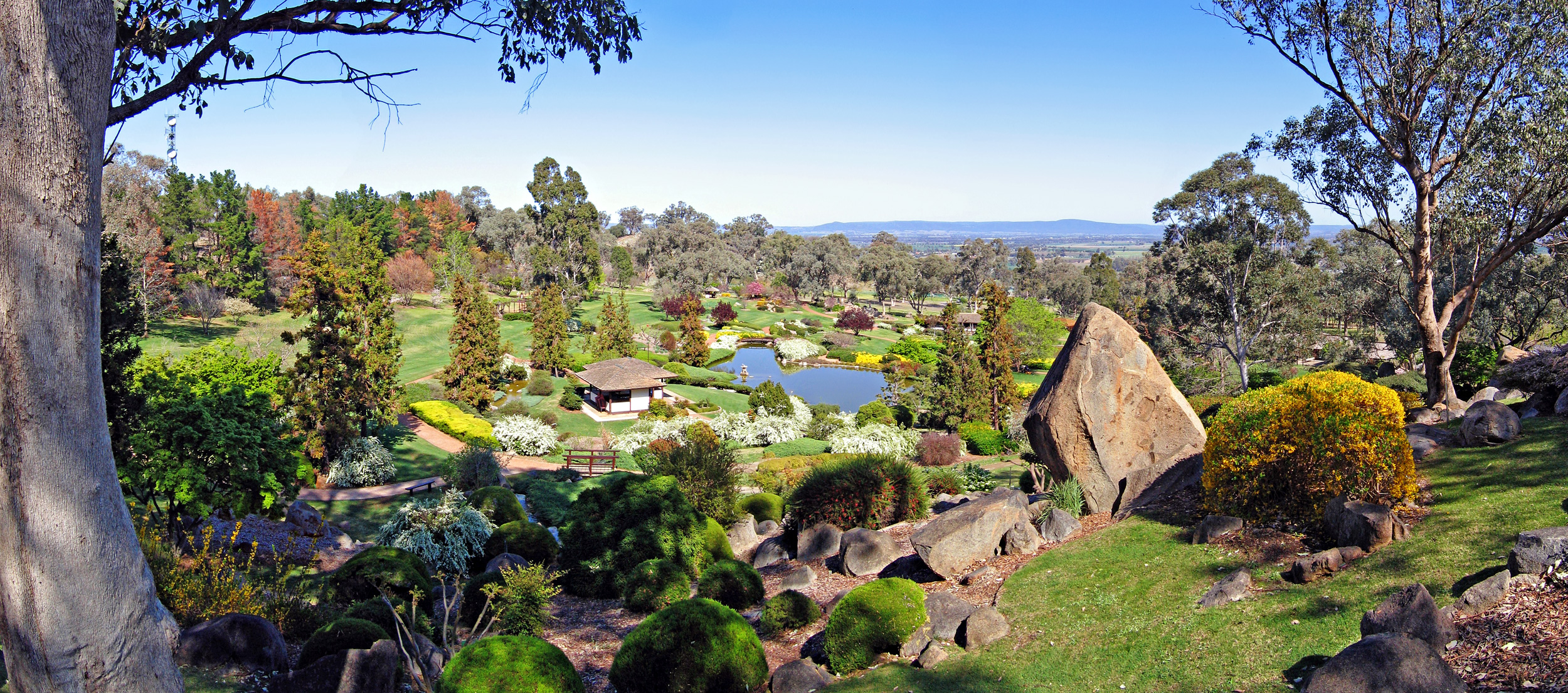
Panoramiczny widok na ogród japoński w Cowra

Cowra – miejscowość w stanie Nowa Południowa Walia położona ok. 300 km na zachód od Sydney na brzegach rzeki Lachlan.

## Historia
Przed przybyciem Europejczyków tereny przyszłego miasta zamieszkiwało aborygeńskie plemię Wiradjuri. Pierwszym Europejczykiem, który przybył do doliny Lachlan był George Evans w 1815, który dwa lata później uznał te obszary za nienadające się do osadnictwa, pomimo to w 1831 w regiony Cowra przybyli pierwsi osadnicy. Pierwotnie nieoficjalna osada, która powstała około 1840 nosiła nazwę Coura Rocks, ale już w 1847 znana była jako Cowra. Osada stała się oficjalnie wsią w 1849.

## II wojna światowa
W czasie II wojny światowej w Cowra znajdował się obóz jeniecki "No. 12 Prisoner of War Compound", w którym internowani byli włoscy i japońscy żołnierze. 5 sierpnia 1944 miała miejsce próba masowej ucieczki więźniów, w czasie której zginęło ponad 200 Japończyków. Zabici więźniowie zostali pochowani w Cowra na Japońskim Cmentarzu Wojskowym.

## Ogród japoński
Po zakończeniu II wojny światowej cmentarzem opiekował się lokalny oddział RSL (stowarzyszenie byłych żołnierzy, odpowiednik polskiego ZBoWiDu), ale w 1963 opieka nad cmentarzem została przekazana rządowi japońskiemu. W 1971 władze Cowra w porozumieniu z rządem Japonii wybudowały ogród japoński w stylu epoki Edo. Ma on pięć hektarów powierzchni i jest największym ogrodem japońskim na południowej półkuli.